# ستيوارت شارف
ستيوارت شارف (بالإنجليزية: Stuart Scharf)‏ هو عازف جاز وملحن أمريكي، ولد في 1941، وتوفي في 8 نوفمبر 2007.

## وصلات خارجية
- ستيوارت شارف على موقع IMDb (الإنجليزية)
- ستيوارت شارف على موقع ميوزك برينز (الإنجليزية)
- ستيوارت شارف على موقع قاعدة بيانات برودواي على الإنترنت (الإنجليزية)
- ستيوارت شارف على موقع ديسكوغز (الإنجليزية)